# Richard Willstätter
Richard Martin Willstätter (n. 13 august 1872, Karlsruhe, Imperiul German – d. 3 august 1942, Muralto⁠(d), Cantonul Ticino, Elveția) a fost un chimist german, laureat al Premiului Nobel pentru chimie pentru sinteza totală a alcaloidului cocaină și, de asemenea, pentru cercetările sale asupra coloranților din regnul plantelor, în special cele a clorofilei și ale antocianinelor (1915).